# (10747) Köthen
(10747) Köthen ist ein Asteroid des Hauptgürtels, der am 1. Februar 1989 vom deutschen Astronomen Freimut Börngen an der Thüringer Landessternwarte Tautenburg (IAU-Code 033) in Thüringen entdeckt wurde. Erste Sichtungen des Asteroiden hatte es bereits im Mai 1983 am Siding-Spring-Observatorium in Coonabarabran in Australien gegeben.
(10747) Köthen wurde am 24. Januar 2000 nach der Kreisstadt Köthen des sachsen-anhaltischen Landkreises Anhalt-Bitterfeld benannt, die im Jahr 1115 erstmals urkundlich Erwähnung fand. Johann Sebastian Bach komponierte hier viele weltliche Werke, darunter die Brandenburgischen Konzerte.